# Sharon Stouder
Sharon Stouder (Altadena, Estados Unidos, 9 de noviembre de 1948-23 de junio de 2013) fue una nadadora estadounidense especializada en pruebas de estilo mariposa, donde consiguió ser campeona olímpica en 1964 en los 100 metros.

## Carrera deportiva
En los Juegos Olímpicos de Tokio 1964 ganó tres medallas de oro: en 100 metros mariposa —con un tiempo de 1:04.7 segundos que fue récord del mundo—, oro en 4 x 100 metros libre y 4 x 100 metros estilos; y también ganó la plata en los 100 metros estilo libre con un tiempo de 59.9 segundos, tras la australiana Dawn Fraser.
Y en los Juegos Panamericanos de 1963 celebrados en Sao Paulo ganó dos medallas de oro: en 4 x 100 metros estilos y 4 x 100 metros libre.

## Palmarés internacional
| Juegos Olímpicos | Juegos Olímpicos | Juegos Olímpicos | Juegos Olímpicos |
| Año              | Lugar            | Medalla          | Prueba           |
| ---------------- | ---------------- | ---------------- | ---------------- |
| 1964             | Tokio (Japón)    | Medalla de oro   | 100 m mariposa   |
| 1964             | Tokio (Japón)    | Medalla de plata | 100 m libres     |
| 1964             | Tokio (Japón)    | Medalla de oro   | 4x100 m libres   |
| 1964             | Tokio (Japón)    | Medalla de oro   | 4x100 m estilos  |